# Halles aux draps (Ypres)
Pour les articles homonymes, voir Halle aux draps.
Les Halles aux draps d'Ypres (en néerlandais : Lakenhalle van Ieper) sont un des plus grands bâtiments civils de style gothique en Europe, qui domine la Grand-Place d'Ypres, dans la province de Flandre occidentale en Belgique. Le bâtiment d'origine fut construit entre 1200 et 1304. Il a été reconstruit à l'identique entre 1933 et 1967 après avoir été détruit durant la Première Guerre mondiale.
Les halles aux draps étaient utilisées comme lieu de commerce des produits de l'industrie du drap. Dans chaque ouverture de porte au rez-de-chaussée se vendait du drap, tandis que l'étage supérieur sous les hautes toitures était un espace de stockage de la matière première et du produit fini, qui permettait un contrôle fiscal et normatif de la production et du commerce par la ville. Ypres était renommée au Moyen Âge pour son drap de laine de qualité qui était exporté dans l'Europe entière, avec lequel on confectionnait des vêtements de luxe. Le beffroi quant à lui, haut de 70 m, était le symbole de l'autonomie communale, on y conservait précieusement les chartes de la commune, ainsi que les archives et le trésor. Il servait aussi de tour de garde. Les cloches permettaient d'organiser et synchroniser l'activité de la cité.
Actuellement les Halles aux draps sont inscrites au patrimoine mondial de l'UNESCO (Beffrois de Belgique et de France). La plus grande partie du bâtiment abrite le musée In Flanders Fields consacré à la Première Guerre mondiale.

## Description
Le beffroi est commencé en 1200, tandis que les halles sont commencées en 1230. La majorité des bâtiments est construite d'un seul jet dans le milieu du XIIIe siècle. En 1304 l'ensemble est achevé. L'édifice dans sa globalité présente donc un style très homogène, dans la plus pure architecture gothique du XIIIe siècle, fruit d'un seul projet. C'est l'un des plus anciens monuments civils urbains au nord des Alpes, et également l'un des plus vastes en Europe. Le déclin de la ville aux périodes suivantes avait préservé l'essentiel du bâtiment originel, très bien conservé jusqu'à la Première Guerre mondiale, car il n'a pas nécessité d'agrandissement ou de modification très importante par la suite, ni de reconstruction dans un autre style.
La construction est principalement en un grès dur assez grossier, originaire de la région de Douai et de Béthune (sud de Flandre et Artois) mais aussi de Bray (dans le Hainaut), utilisé comme pierre ordinaire pour l'élévation des murs, combiné avec de la pierre bleue importée de Tournai et une pierre blanche, ces dernières étant utilisées pour les parties nobles et sculptées. Seuls quelques éléments sont partiellement en brique, notamment dans le haut du beffroi, construit en dernier. L'utilisation de la pierre dominante, plutôt que le bois ou la brique, était un signe de richesse et de prestige dans cette partie de la Flandre, car la pierre devait y être importée couteusement par voie terrestre. Le style du bâtiment dans son ensemble relève du gothique rayonnant du XIIIe siècle pour les détails et la décoration, mais l'esthétique générale est nettement dérivée du style gothique scaldien, typiquement flamand. Les lignes sont très franches et épurées, les volumes sont puissants et contrastés.

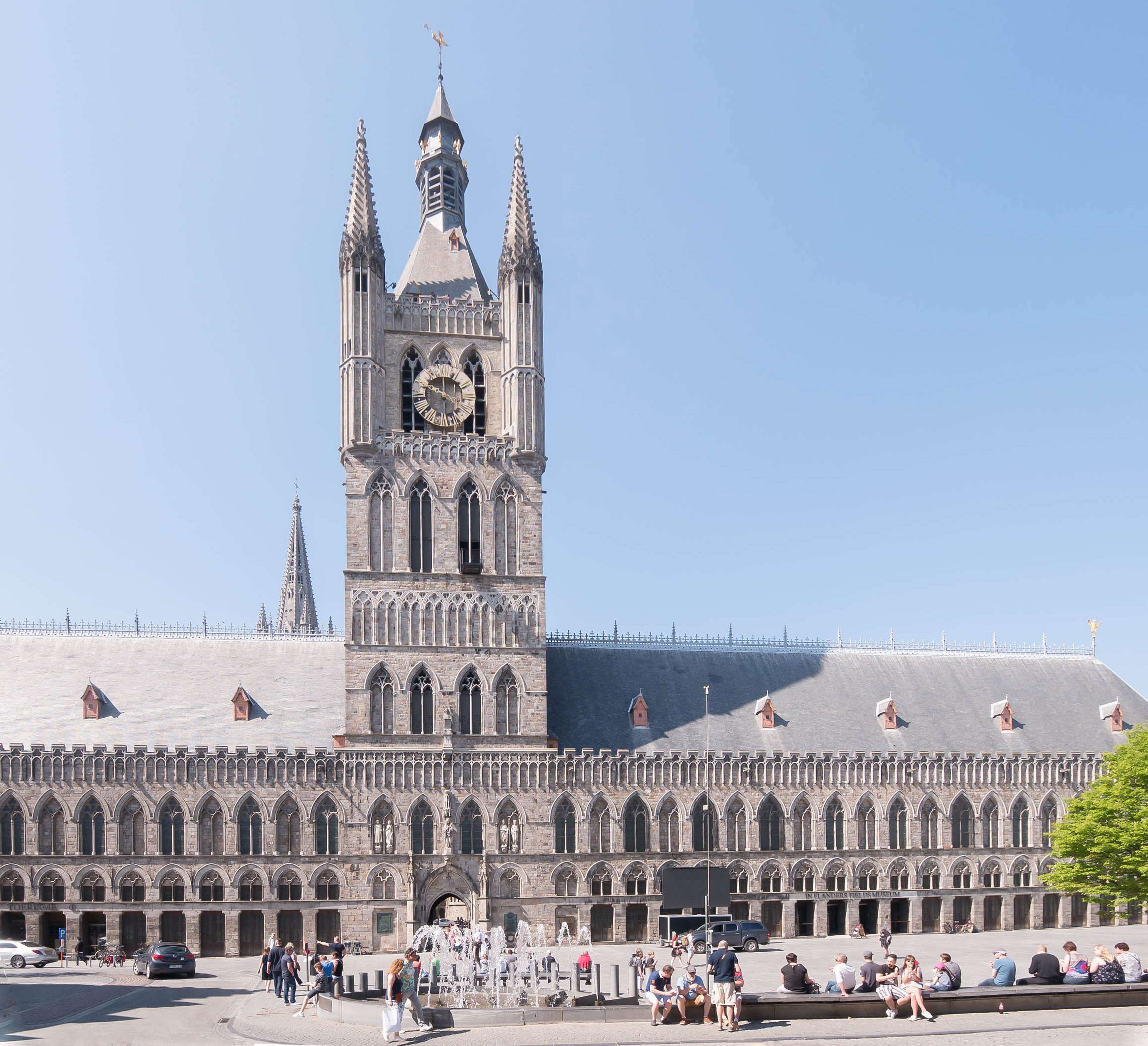
Le beffroi de face.

Les ailes du bâtiment sont organisées autour de deux cours intérieures étroites et forment un vaste quadrilatère irrégulier en longueur. Le long côté nord, qui fait face à la cathédrale Saint-Martin, est légèrement brisé en deux pans formant un angle rentrant. La longue façade gothique au sud qui donne sur la Grand-Place s'étend sur pas moins de 125 mètres de longueur. Très ordonnée et rythmée, cette façade droite et bien symétrique est composée de 48 travées. Elle est dominée en son centre par l'imposant beffroi de la ville, d'une hauteur de 70 mètres, avec un dragon doré à son sommet. Un passage vouté ouvert aux piétons passe sous le beffroi et le centre des halles, séparant les deux cours intérieures, et permet de rejoindre le parvis sud de la cathédrale depuis la Grand-Place.
Les cinq angles externes formés par l'ensemble des halles (les quatre coins principaux, et l'angle légèrement rentrant du côté de la cathédrale) sont marqués par de saisissantes tourelles d'angle sur encorbellements, en forme d'immenses pinacles élancés qui paraissent suspendus dans le vide, elles sont surmontées de flèches gothiques en pierre avec de multiples crochets. Ces tourelles sont identiques en forme et en dimensions aux quatre tourelles d'angle qui couronnent le haut du beffroi, ce qui porte leur nombre total à neuf.
L'élévation des halles est composée de trois niveaux de hauteurs inégales séparés par des cordons, dont l'horizontalité contraste avec la verticalité du beffroi. Le rez-de-chaussée est composé de deux niveaux : les portes en bas, surmontées de baies gothiques en ogives percées chacune de deux fenêtres rectangulaires. L'étage supérieur est composé de grandes baies doubles en ogives qui sont alternativement vitrées et aveugles. Les remplages des baies vitrées ont trois trèfles à trois lobes alors que ceux des baies aveugles en ont qu'un à quatre lobes. Les baies aveugles sont en fait des niches qui abritaient des statues représentant les comtes et comtesses de Flandre (deux statues par baie), mais seules les niches situées sur le beffroi ont été ornées à nouveau de statues après la guerre. Le tout est surmonté d'un parapet crénelé, délicatement orné de fines arcatures gothiques et de trèfles, qui forme une longue frise ininterrompue, et qui souligne la base des gigantesques toitures. Les façades des autres ailes des halles sont composées des mêmes travées, avec une élévation et une décoration identiques, visibles sur la façade ouest. Cependant la longue façade nord qui regarde la cathédrale est légèrement différente, car les deux niveaux inférieurs y sont réunis en un seul, formant un rez-de-chaussée plus simple en élévation, mais le niveau supérieur avec ses grandes baies et le parapet y sont identiques à ceux des autres façades. À l'origine, les baies aveugles de l'étage supérieur étaient ornées de statues sur tout le pourtour de l'édifice.
La plus courte façade des halles, à l'est vers la Grand-Place, est flanquée et cachée par un bâtiment mitoyen de style Renaissance tardive flamande (maniérisme du Nord), présentant encore des éléments gothiques et déjà des aspects baroques, avec des pignons à volutes caractéristiques. C'est le Nieuwerck (littéralement « nouvel ouvrage »), construit entre 1619 et 1622 et qui abrite l'hôtel de ville. Il est perché sur une galerie ouverte sur la place qui en occupe tout le rez-de-chaussée, voutée en briques rouges et jaunes, reposant à l'est sur une seule rangée d'arcades portées par des colonnes en grès. Il est ainsi toujours possible de faire le tour complet des halles, le passage entre la Grand-Place et le parvis sud de la cathédrale n’étant pas obstrué par ce bâtiment. Cela implique que pour accéder à l'intérieur de cet édifice, à l'étage, il faut passer par l'étage supérieur des halles aux draps. Les halles, le beffroi et le Nieuwerck constituent donc un complexe architectural communal unifié.

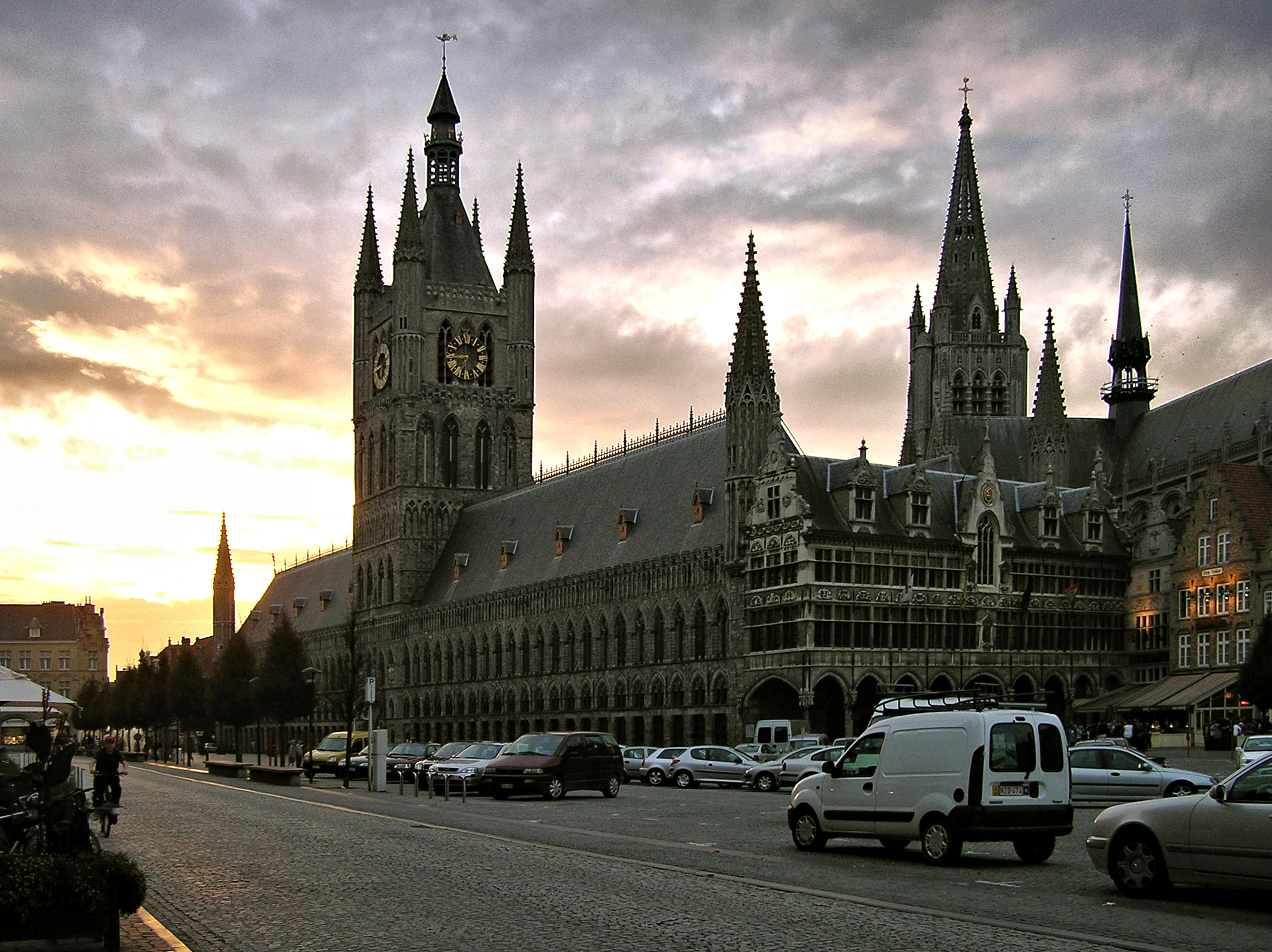
Les halles et la cathédrale Saint-Martin vues depuis l'est de la Grand-Place.
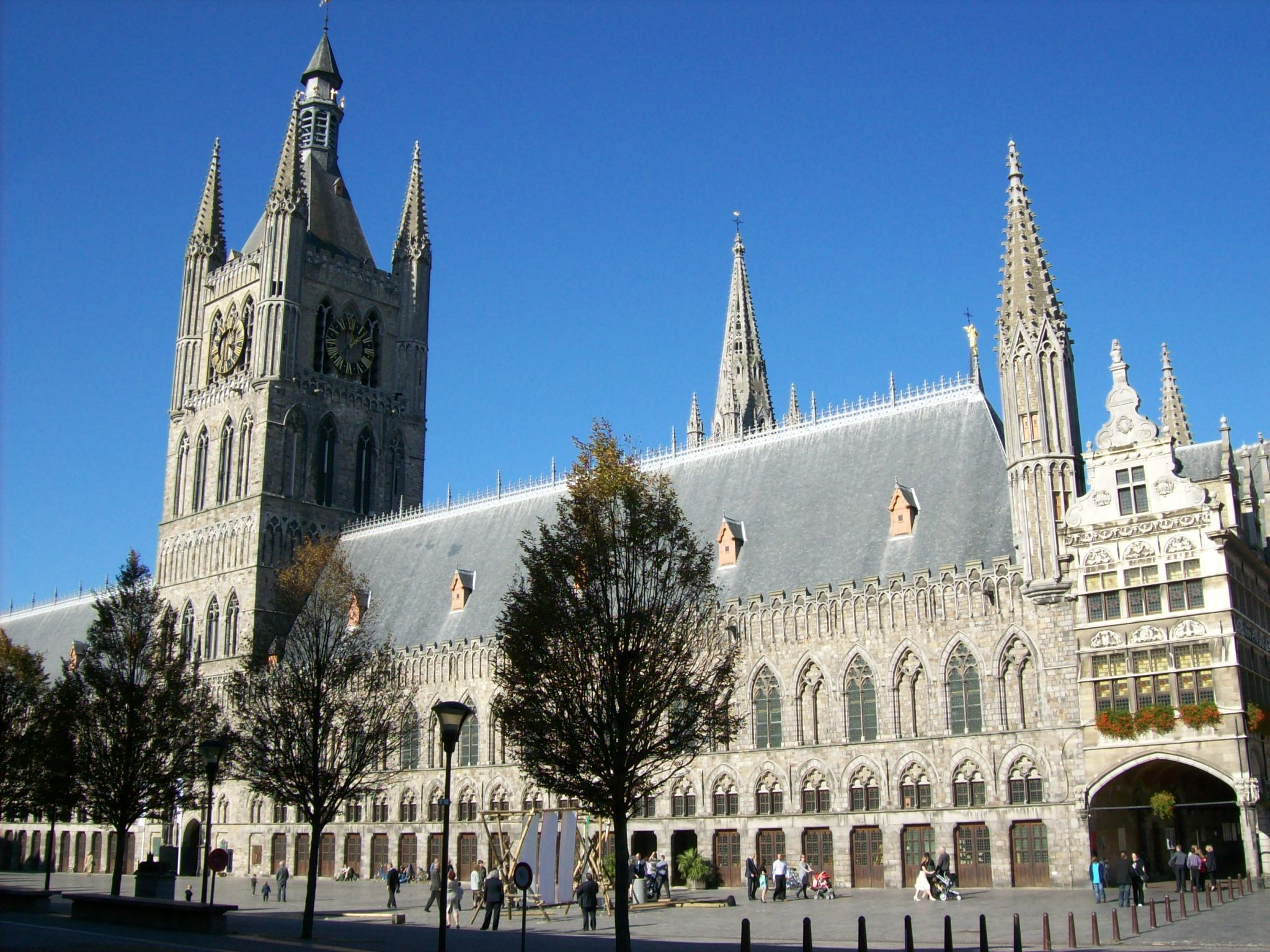
Vue partielle de la façade principale des halles avec le beffroi, sur la Grand-Place.
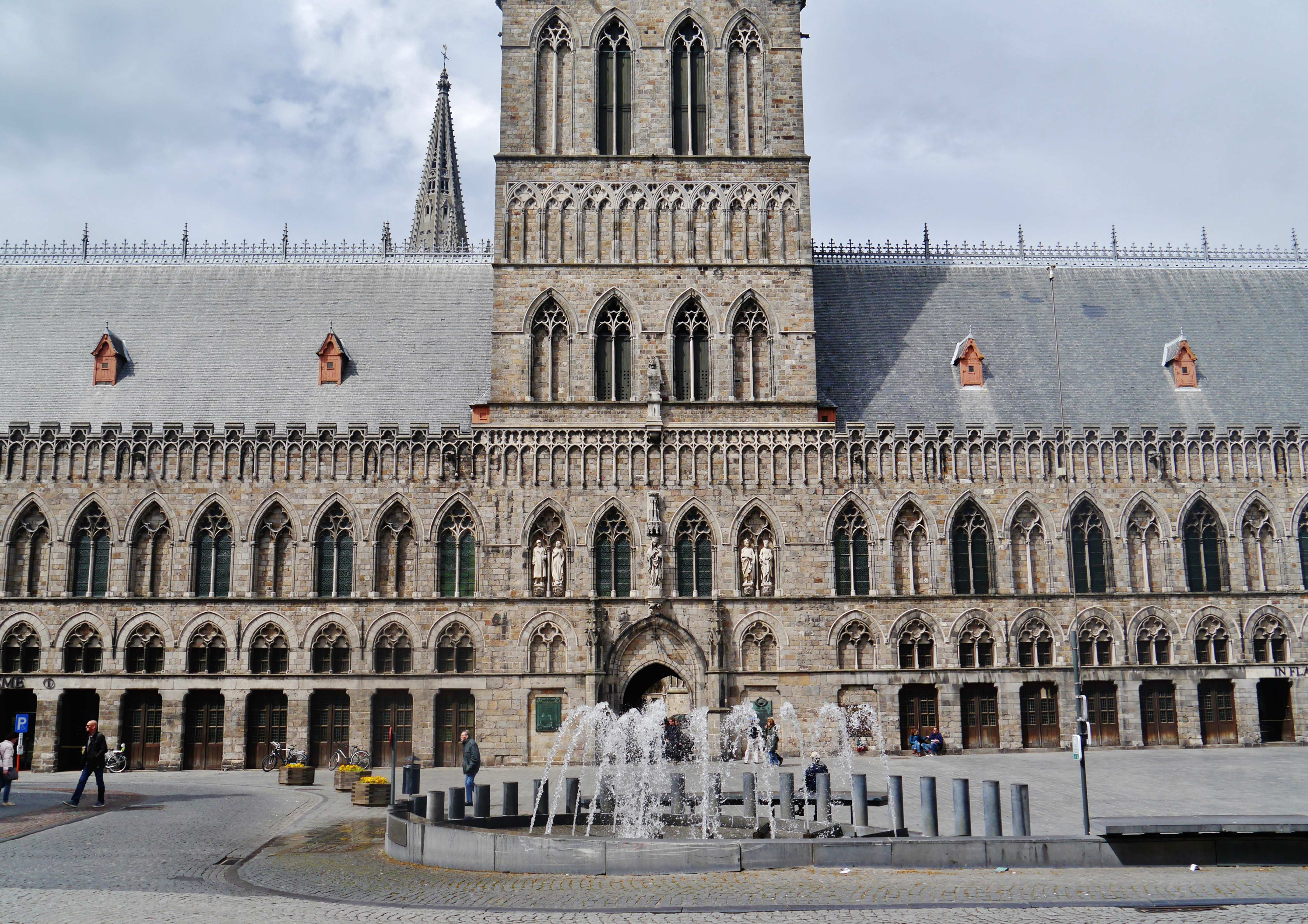
Façade du beffroi.
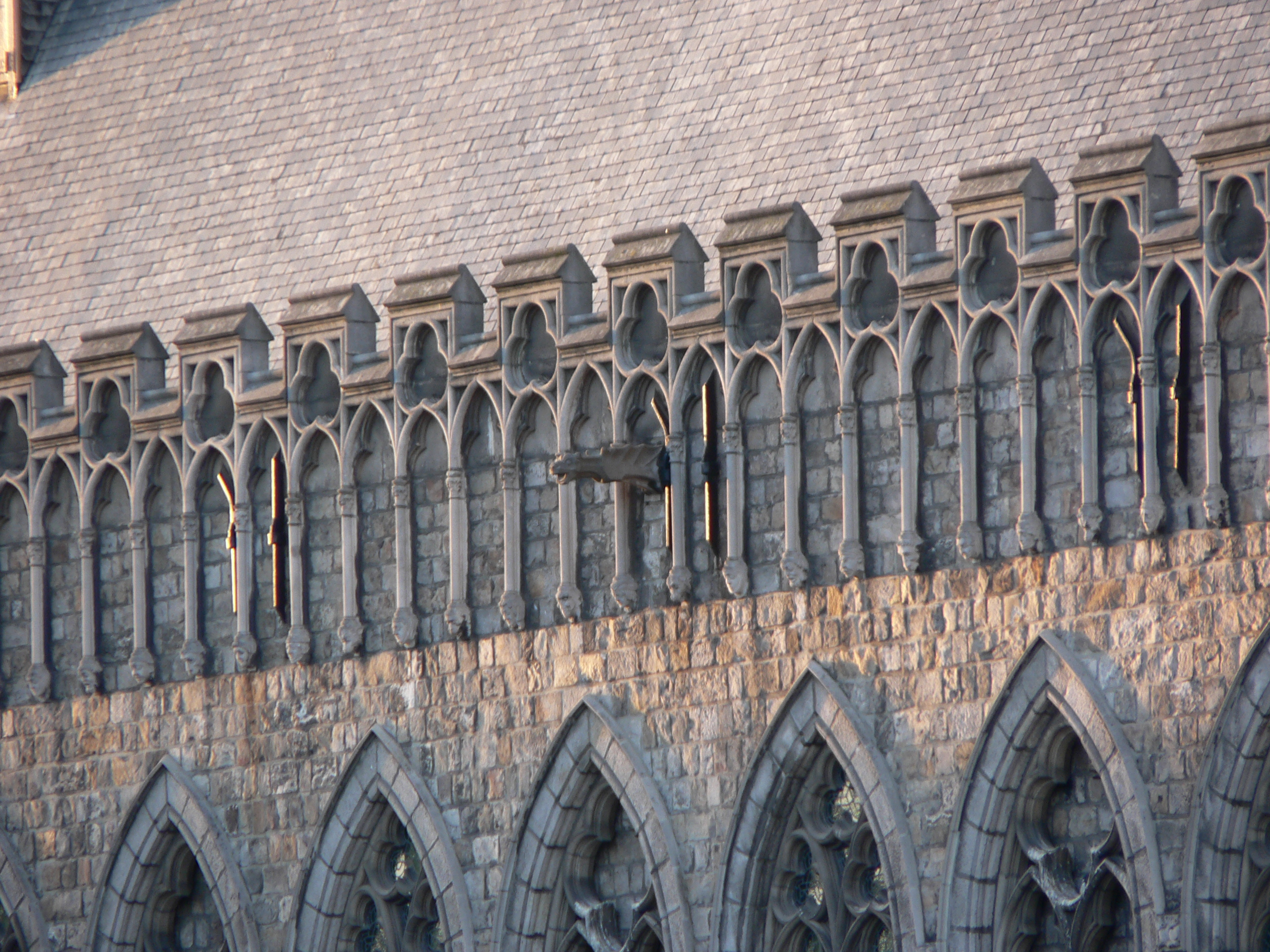
Détail du parapet ornemental gothique, avec une gargouille.
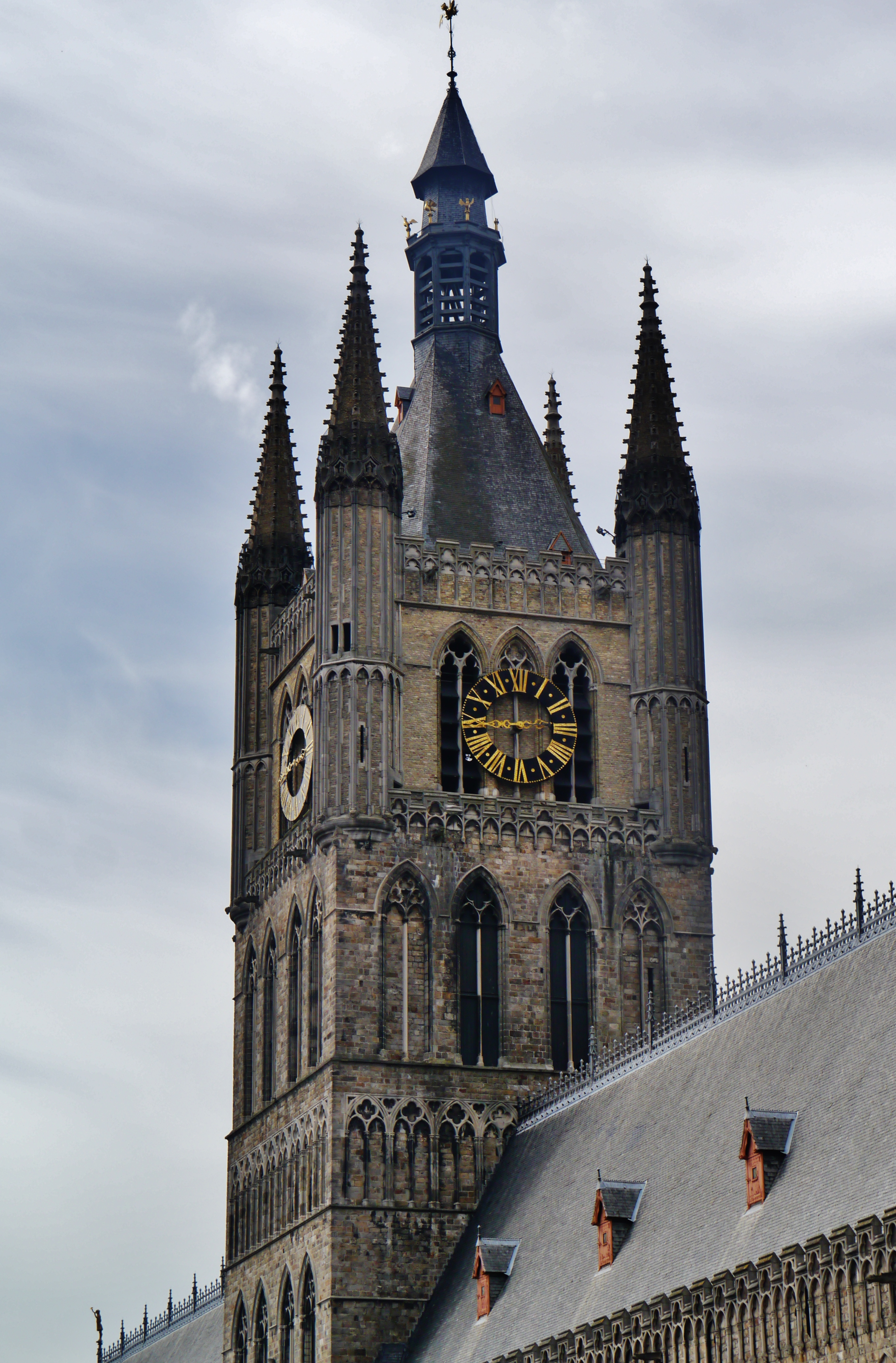
Le beffroi.
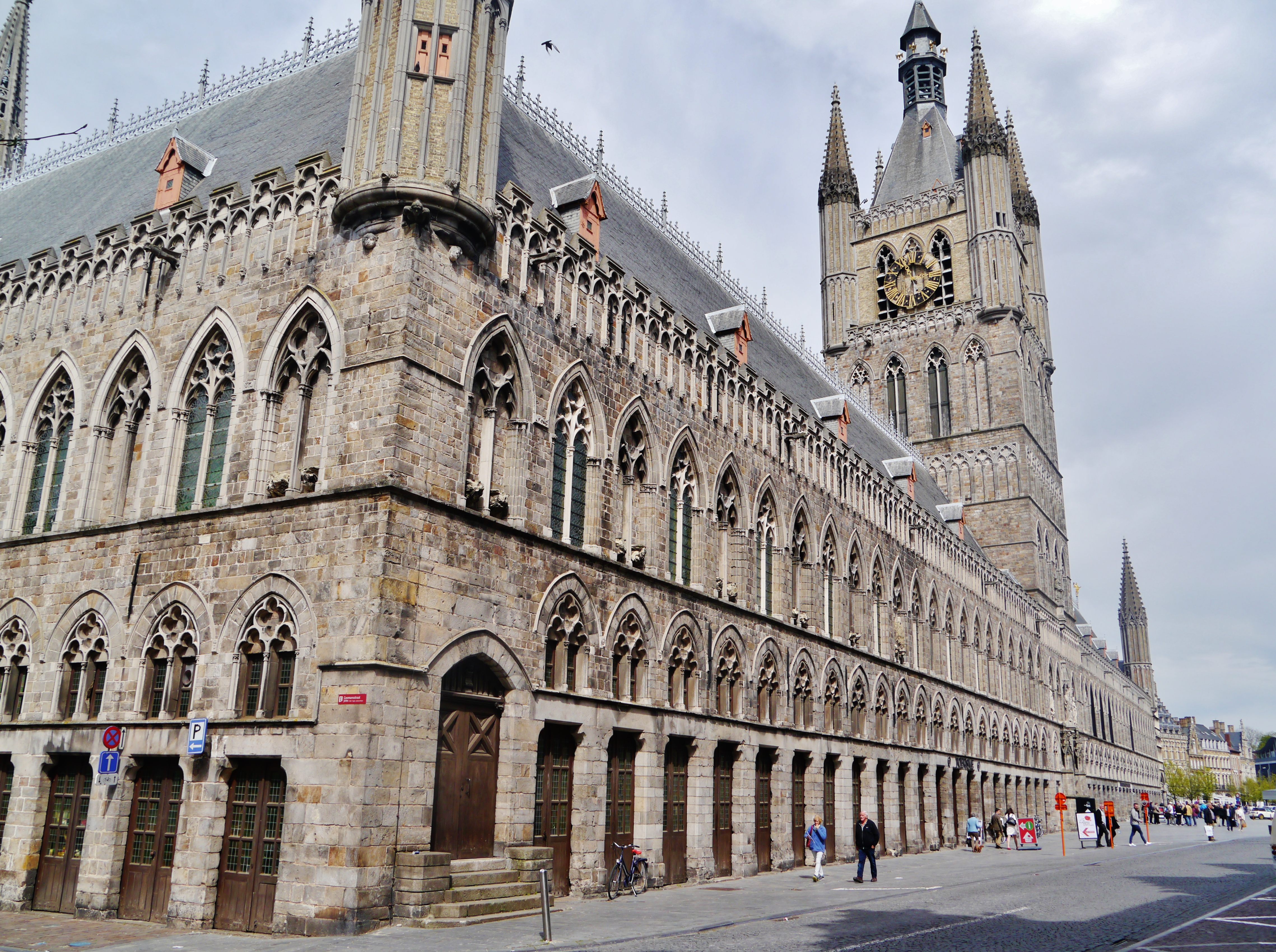
L'angle sud-ouest.
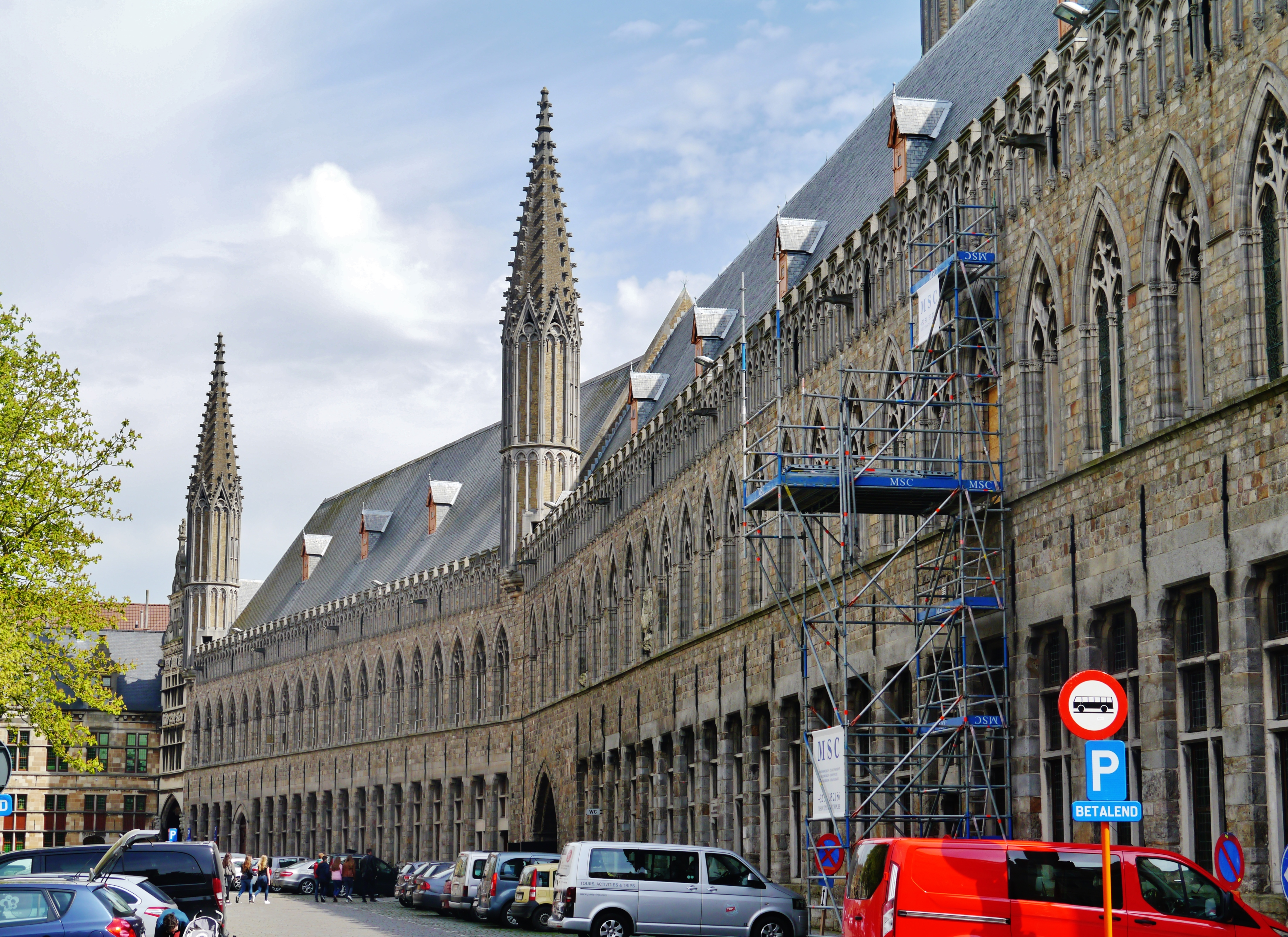
La façade nord, du côté regardant la cathédrale.
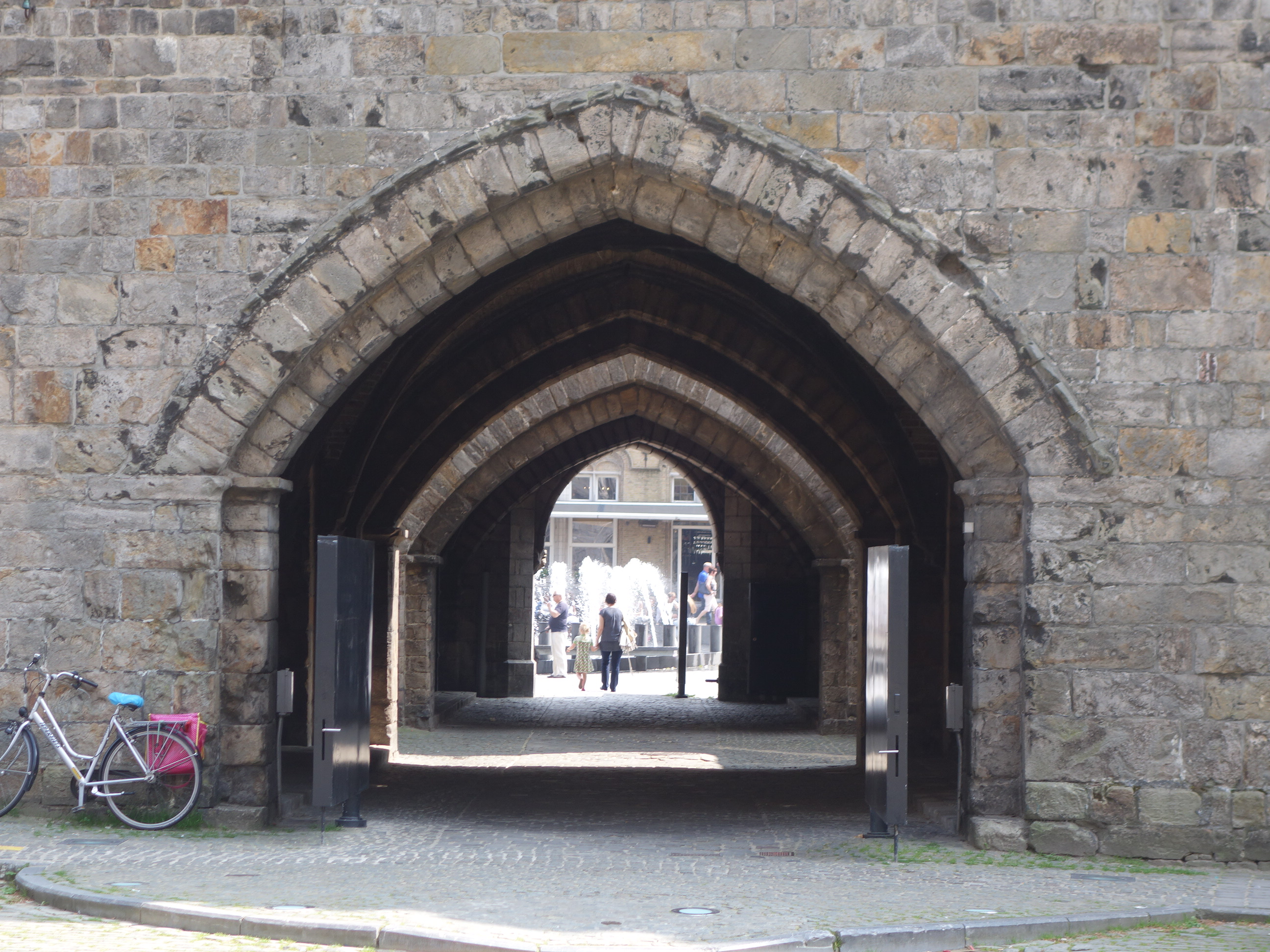
Passage sous le centre des halles et le beffroi, vu vers la Grand-Place.
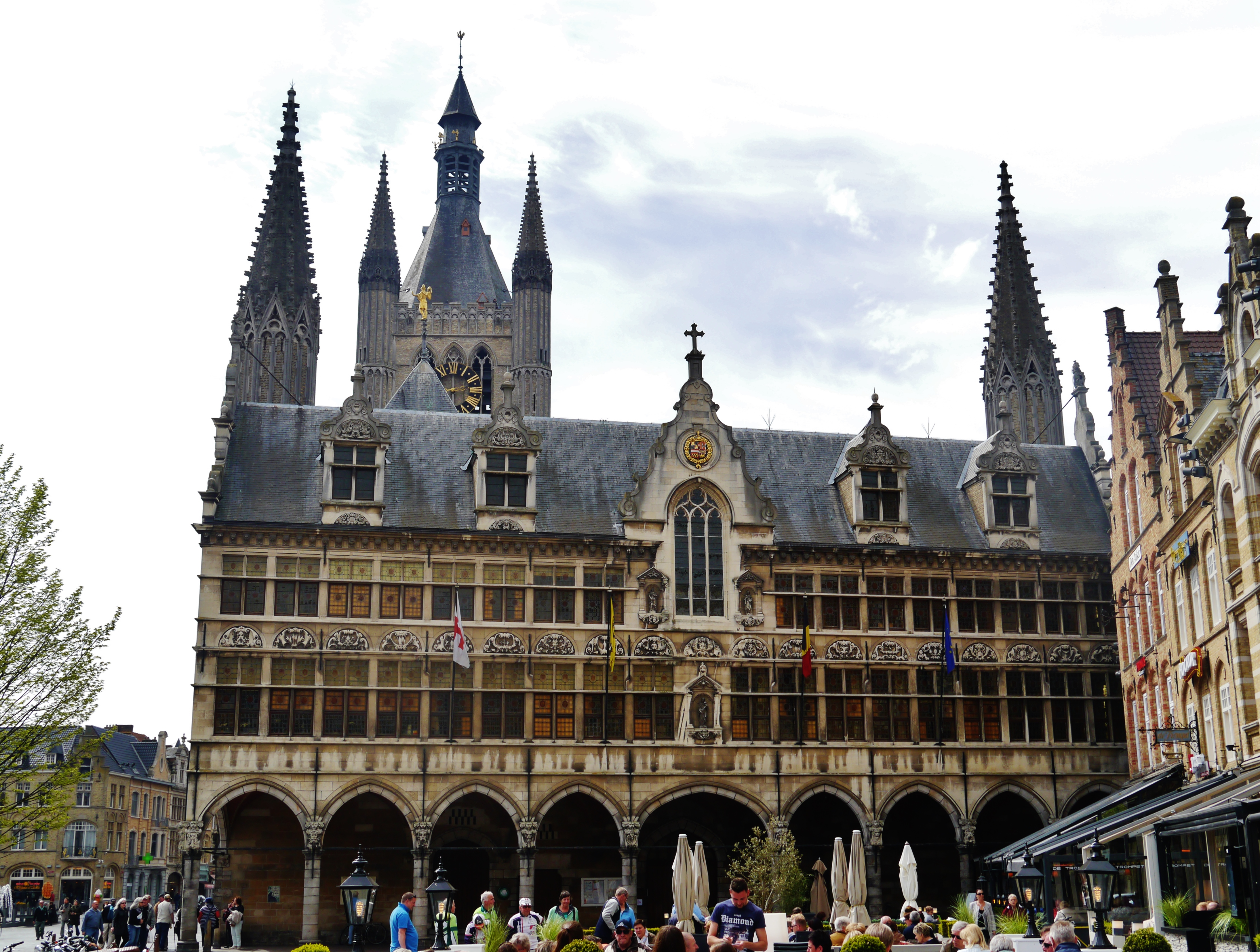
L'hôtel de ville de style Renaissance, le Nieuwerck, construit contre la courte façade orientale des halles.
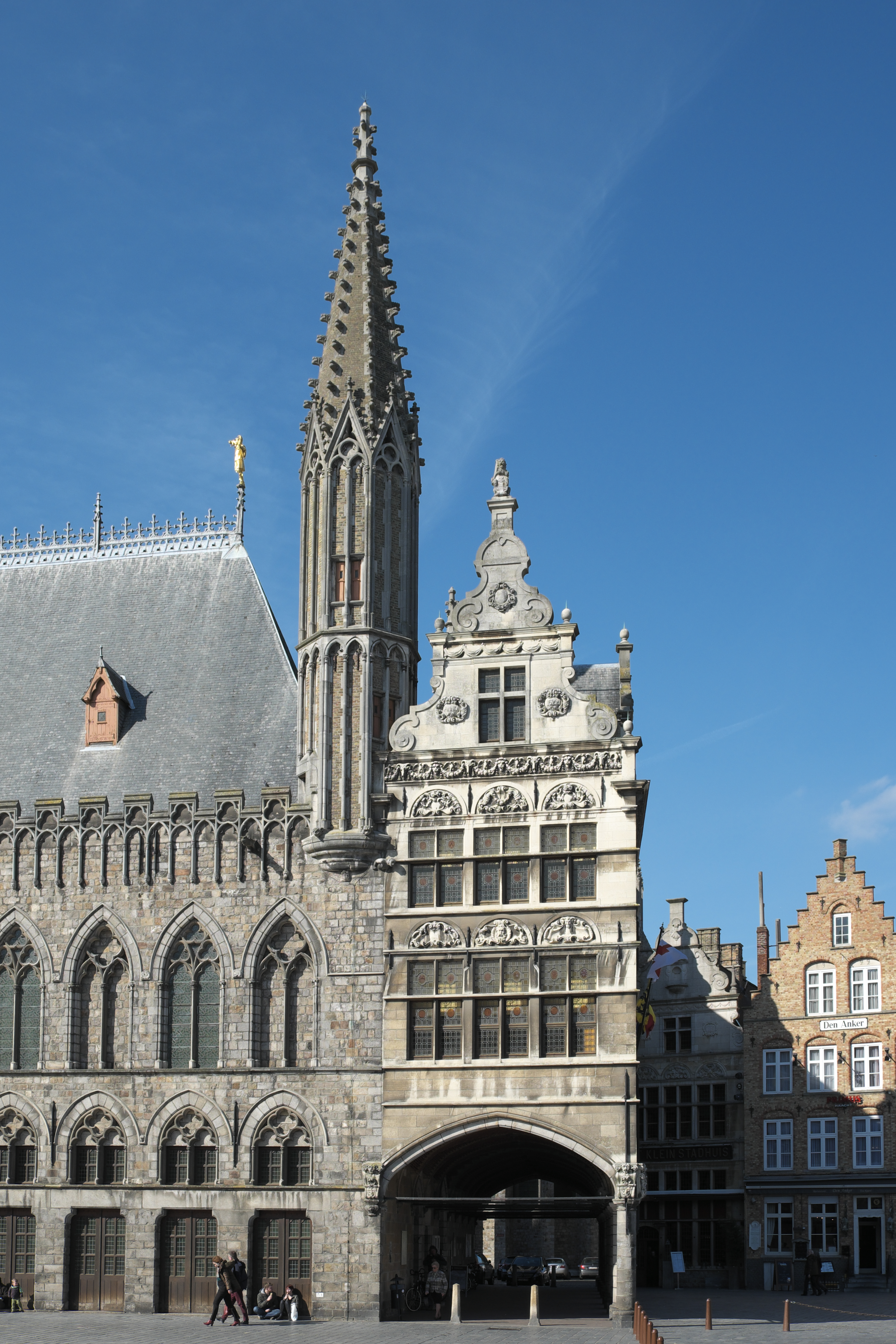
Pignon à volutes du Nieuwerck, fortement dominé par l'une des tourelles d'angle des halles.
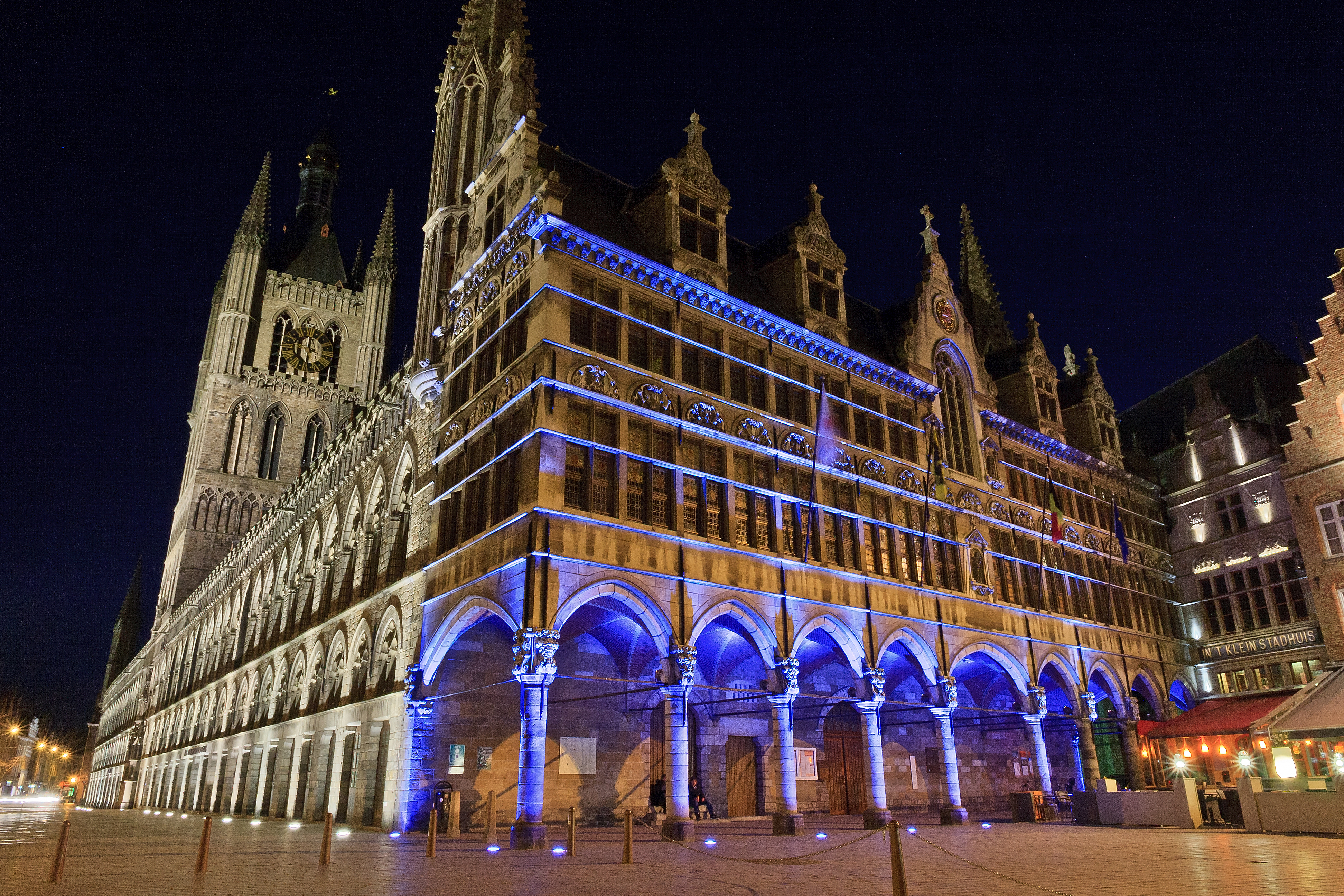
L'ensemble de nuit.

## Destruction et reconstruction
Le bâtiment fut presque complètement détruit durant la Première Guerre mondiale et reconstruit après le conflit. Après de longs débats animés par des querelles d'amateurs et d'experts, les architectes, parmi lesquels Jules Coomans, optèrent pour une restitution fidèle et rigoureuse du bâtiment à partir des relevés effectués avant et pendant la guerre. La reconstruction de la cathédrale Saint-Martin située à l'arrière venait d'être achevée lorsqu'on entreprit la reconstruction des halles. Les halles actuelles sont donc en grande partie une réplique exacte du bâtiment médiéval tel qu'il subsistait avant la guerre. Cependant quelques parties du monument sont encore d'origine, notamment dans la partie occidentale et à la base du beffroi. La plupart des éléments anciens réutilisables retrouvés dans les ruines et les gravats ont été réintégrés au monument, et ils ont servi de modèle pour les éléments manquants. Les travaux de reconstruction prirent fin en 1967.

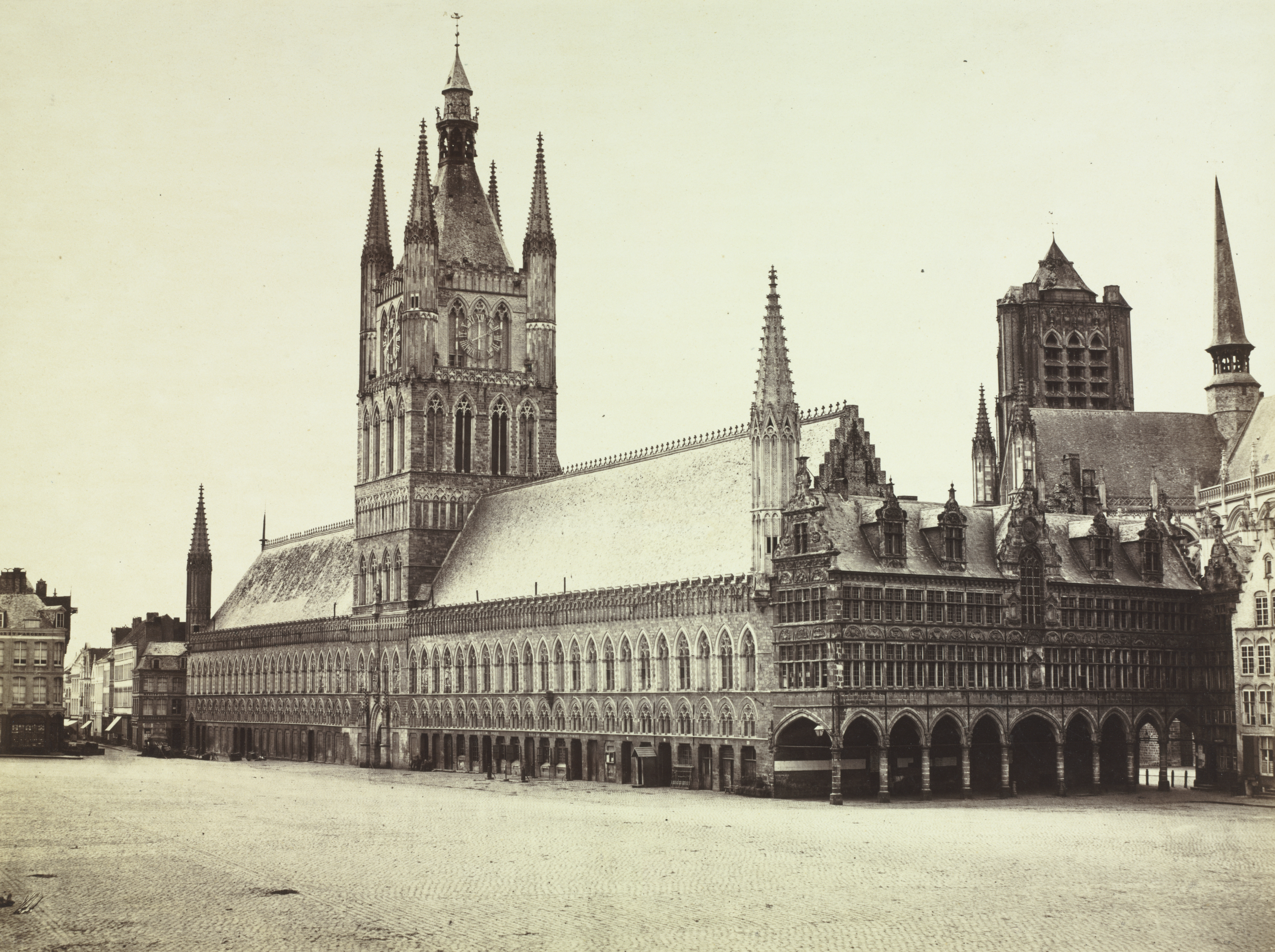
La Halles aux draps vers 1860
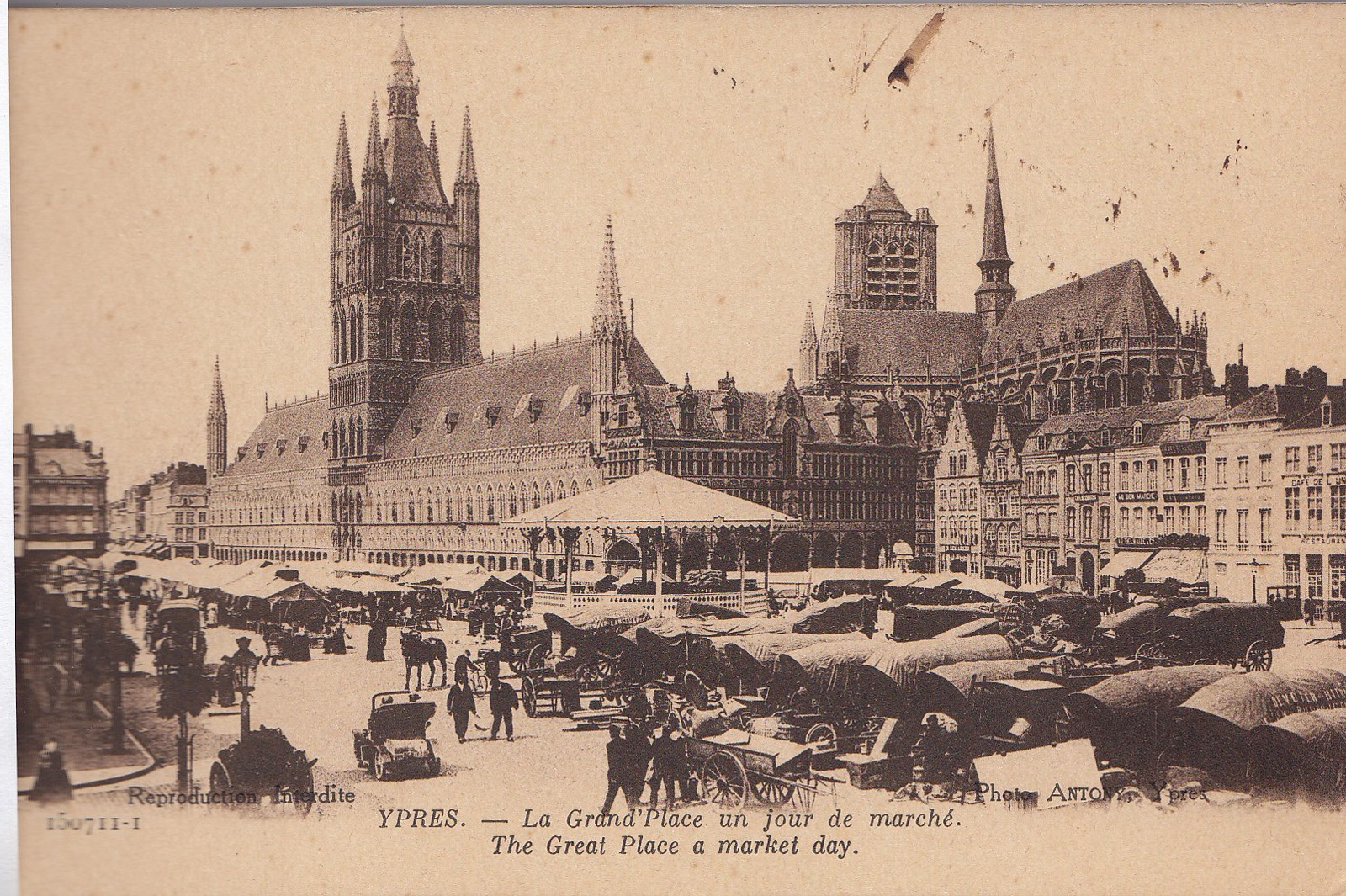
Carte postale montrant la version originale médiévale des halles avant la Première Guerre mondiale.
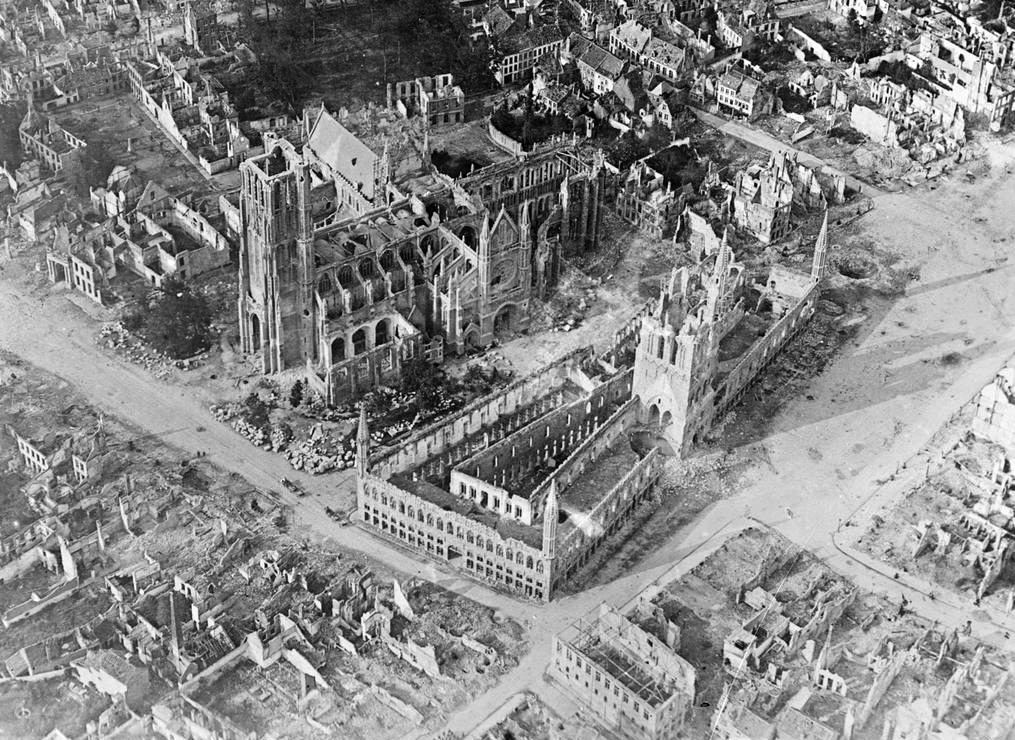
Vue aérienne pendant la guerre, à ce stade les destructions ne sont pas terminées.
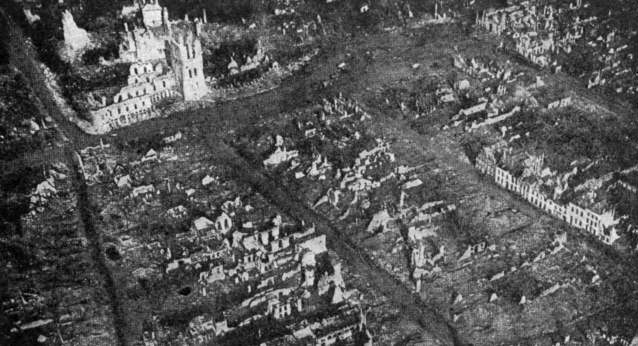
Le centre-ville avec les halles et la cathédrale à la fin de la guerre.

## Le carillon
Le beffroi abrite un carillon de 49 cloches qui totalisent 11,892 tonnes de bronze. Son fonctionnement est automatique, il joue toutes les heures la mélodie de la chanson Het Iepers Tuindaglied. Le quart de la mélodie est joué pour le premier quart d'heure, la moitié de la mélodie pour la demi-heure, et les trois quarts pour le troisième quart d'heure.